# Маја Ракочевић Цвијанов
Маја Ракочевић Цвијанов (Бијело Поље, 1975) српскa је визуелна уметница и вајарка из Суботице.

## Биографија
Рођена је у Бијелом Пољу. Основну и средњу школу похађала је у Суботици. У Београду је похађала Вишу школу ликовних и примењених уметности,  на којој је дипломирала 1996. године. Ликовно образовање наставила је у Београду, где је 2001. године дипломирала вајарство на Факултету ликовних уметности Универзитета у Београду у класи професора Славољуба Цаје Радојчића. Магистрирала (2004) на истом факултету код професора Мрђана Бајићa. Докторат из уметности стиче 2023. са докторским уметничким пројектом "Тело и унутрашњи процеси"  под менторством професора Радоша Антонијевића.
Запослена у Међуопштинском заводу за заштиту споменика културе Суботица као вајрака – конзерваторка. Предаје вајање ликовним техничарима у средњој Политехничкој школи у Суботици.
Чланица Удружења ликовних уметника Србије (УЛУС).
Прве изложбе има од 2000-их а своју уметничку праксу развија у правцу истраживања различитих визуелних израза са темама које су фокусиране на животна искуства и кроз њих искомуницирани општи, универзални феномени и проблематике. Истовремено са примарном скулпторском праксом прави искораке у медиј фотографије, видеа, и перформанса идејно ситуирајући свој рад око промишљања низа питања везаних за просторе, облике и стања остваривања и манифестовања друштвених идентитета. Од најраније групе радова уводи сопствено тело као место анализе медијске репрезенатције, културолошких образаца, модела и стеротипа у грађењу или инструирању одређеног и најчешће пожељног идентитета у контексту идела физичке лепоте, хетеронормативних односа.  Временом проширује теме (уз обавезно присутне аутобиографске референце) и преиспитује сложеност  позиције и улоге жене у сферама друштвеног/јавног и приватног/породичног живота: друштвени субјект – ћерка – студенткиња – заљубљена жена – супруга – мајка – радница – домаћица – комшиница – суграђанка. Припада феминистичкој уметности.

## Самосталне изложбе (избор)[3][7][8][9]
2023. Узвишени метаболизам, галерија КЦ Дорћол, Београд.
2023. Од тачке заноса до тачке бола, галерија Бел Арт, Нови Сад.
2023. Хормонологија. Украдено време,  галерија Арт, Подгорица, Црна Гора.
2022. Екстаза, докторска изложба, галерија ФЛУ, Београд.
2021. Хормонологија/разговори и препознавања, са Едитом Кадирић, Музеј савремене уметности Војводине, Нови Сад.
2021. Ризом: женске поетике простора, припадања и узељења, самостална изложба са Леом Видаковићи Јеленом Грујичић у галерији Центар у оквиру фестивала Умјетност и Жена, галерија Книфер, Осијек, Хрватска и у галерији „Центар“ у оквиру Центра савремене умјетности Подгорица, Црна Гора.
2020. Ризом: женске поетике простора, припадања и уземљења, самостална изложба са Леом Видаковићи Јеленом Грујичић и Савремена галерија Зрењанин и Културни центар Панчево.
2020. Чистоћа, изложба у галерији X витамин, Београд.
2019. Пост циклус, изложба скулптура у Народном музеју Кикинда.
2019. Lady of hormones, са Едитом Кадирић, Савремена галерија Суботица.
2017. Оно место, мултимедијална изложба, Савремена галерија Суботица.
2015. Authentic, ретроспекција 2000-2015. галерија УК Пароброд Београд и галерија Винко Перчић Суботица.
2013. Транзиција: од општег ка личном, мултимедијална изложба, галерија општине Врачар, Београд.
2013. Канцеларијски радници, мултимедијална изложба, галерија Нова, Београд.
2010. After baby, мултимедијална изложба, галерија СУЛУЈ, Београд, Србија.
2009. Породичне композиције, Модерна Галерија Ликовни Сусрет, Суботица.
2005.  30. рођендан, мултимедијална изложба, галерија Куплунг, Будимпешта, Мађарска.
2004. Посластичарница Lucky Couples, магистарска изложба, Галерија ФЛУ, Београд.
2003.  Срећни парови, дигитални принтови, галерија Дома омладине, Београд.
2002.  Дигитални принтови, галерија Ремонт, Београд.
2001. Тикови и погледи, изложба скулптура ифотографија, галерија Двориште, Панчево.

## Групне изложбе (избор)[1][3][10]
2023. БЕЗ НАЗИВА.СКУЛПТУРА ПОСЛЕ СКУЛПТУРЕ, изложба српске скулптуре у простору Цасарма У, у оквиру програма града културе у Темишвару, Румунија.
2023. Плава изложба, реинтерпретација радова из колекције МСУБ прилагођена слепима и слабовидима, Музеј савремене уметности Београд.
2023. Изложба награђених радова за 2022., галерија УЛУС, Београд.
2022. Артикулације 3/АФЕРА, Савремена галерија Суботица.
2022. Silent Recovery, изложба уметничких парова, Арт Хангар у Суботици.
2022. Јавни хоби 3, колекција Ненада Костића – студенти Мрђана Бајића, у галерији X витамин Београд.
2022. Изложба вајара/ки Србије, павилјон Цвијета Зузорић, Београд.
2022. Уткано под кожу, галерија Догађања, културни центар КНАП, Загреб, Хрватска
2022. Трагови савремености: 60 година путовања кроз уметност, јубиларна изложба Савремене галерије Суботица (првобитно Ликовни сусрет Суботица).
2022. Слика/сада, изложба сликарске секције УЛУСа у павилјону Цвијета Зузорић, Београд.
2022. Великанке српске културе,  Дом Јеврема Грујића у Беграду,  представлјање галерије X витамин у оквиру изложбе највећих сликарки XX века .
2021. . Image Mouvment, међународна изложба париско-суботичких уметника у Савременој галерији Суботица.
2021. Ход по линији, Тријенале цртежа и мале пластике, Павилјон Цвијета Зузорић, Београд.
2021. ДОК10 јубиларна изложба самосталних излагача током 10 година рада УК Пароброд, у истоименој галерији, Београд.
2021. Ми верујемо у медицину, изложба уметника по избору галерије X витамин у апотеци Иванчић и син, Београд.
2021. Жена, међународна изложба поводом манифестације - жене у Дому културе Нова Градишка, Хрватска.
2020. Изложба радова колоније СЛИКА / Ечка, Савремена галерија Зрењанин.
2020. Изложба вајара/ки Србије 2020, летњи салон скулптуре у организацији вајарске секције УЛУС-а, павиљон Цвијета Зузорић, Београд.
2020. Изложба 38. симпозијума Терра, галерија Терра Кикинда.
2020. Уметнице, изложба радова женских уметника из Фонда Савремене галерије Суботица.
2019. Аукција поводом 20 година Ремонта, са изложбом у галерији НУА Ремонт, Београд.
2019. Аукција у галерији Прогрес, X витамин и ШТАБ.
2019. Годишња изложба вајара/ки, Цвијета Зузорић, Београд и Народни музеј Панчево
2019. Ре-конекција, тријенале проширених медија Цвијета Зузорић, Београд
2019. Image Mouvment Pariz/Subotica, међународна изложба Галерија Риволи 59, Париз, Француска
2018. Између нас, изложба аквизицја из фондова Савремене галерије Суботица и Музеја савремене уметности Београд у салону Музеја савремене уметности Београд
2017. Калеидоскоп, Ноћ Музеја, анимација у Синагоги током реконструкције, Суботица
2015. Бонтон: добро одржавање и лепо понашање, Нове аквизиције у колекцији Октобарски салон, Кулурни центар, Београд
2014. Work in progress, изложба уметничке колекције Шуматовачке, галерија Дома омладине, Београд
2014.  Пут у Европу са херојима и сведоцима, радови уметника из колекције Октобарског салона Културног центра Београд, Савремена галерија Суботица
2014. Изложба суботичких уметника, Кућа уметности (Művészetek Háza), Gödöllő, Мађарска.
2013. Ситуације: Инсталације у Војводини, МСУВ Нови Сад.
2013. Меморија простора, сите специфиц изложба, Модерна галерија ликовни сусрет, Суботица.
2012. Загреби дубље, изложба секције проширених медија, галерија УЛУС, Београд.
2012.  DEZ:ORG, изложба уметничког удружења дез.орг, галерија Складиште, Суботица.
2010. NYC Curators at Buzzer 30, галерија Buzzer 30, Квинс, Нју Јорк, Америка.
2010. Уметност у Војводини 2000 – 2010, МСУВ, Нови Сад.
2010. UPDATE сопствени (женски лик), Озон галерија, Београд.
2010. Миксер фестивал, изложба у просторима силоса Жито-млина, Београд.
2009. (OUT), Museum (out) box, уметносту јавном простору Штајерске, Грац, Аустрија.
2009. Микро маневар, 39. новосадски салон, ГЛУ Поклон збирка Рајка Мамужића, Нови Сад.
2009. Урбани мостови, Галерија НН19, Сарбрикен, Немачка.
2008. Exposition, презентација видео радова, галерија Stadtparkк, Кремс на Дунаву, Аустрија.
2007. Re-set, пројекат МСУВ “Покретање истраге ИИ“, Галерија савремене уметности Панчево.
2006. 13+13, изложба уметничког удружења дез.орг, Галерија савремене уметности Смедерево.
2005. Just visiting, млада сцена, уметнички простор Wалцхетурм, Цирих, Швајцарска.
2005.  XI фестивал дигиталне уметности, Марибор, Словенија.
2005.  38. Зимски салон младих, галерија Јосип-Бепо Бенковић, Херцег Нови, Црна Гора.
2004. Континентални доручак, 45. Октобарски салон, Музеј 25. мај, Београд.
2004. Retro vision, БЕЛЕФ, видео радови, Барутана, Београд.
2004. BODRER/DISORDER, међународна изложба, Цабле Фацторy, Хелсинки, Финска.
2004. Трагања, изложба младих суботичких уметника у Печују, Мађарска .
2004. Чудна тачка тензије, Народни музеј Црне Горе, Цетиње, Црна Гора.
2003. Срећни парови, видео, БЕЛЕФ, Тврђава - Калемегданска тераса, Београд.
2003.  IN/ОUT, фестивал дигиталне уметности, Праг, Чешка Република.
2003.  Србија, Србија, галерија Схамбала, Копенхаген, Данска.
2003.  НЕ/МОГУЋА присутност, галерија Златно око, Нови Сад.
2002. Zoom in/Zoom out, 43. Октобарски салон, галерија УЛУС, Београд.

## Јавни споменици[1][11]
2016. Реконструкција несталих релјефа Борбе и Изградње у оквиру споменика Палим борцима 1941-1945 у Кикинди, аутора Александра Зарина.
2012. „Мапа за слепе и слабовиде“, бронза, Суботица.
2012. „Водоинсталатер“, 50 година ЈКП „Водовода и канализације“, бронза, Суботица.
2011. „Рисар“, споменик жетеоцу– 100 година Дужијанце, бојена бронза, Суботица.
2011. „Стремлјење ка висинама“,  споменик планинару Дрену Мандићу, гранит, Суботица.
2009.  Биста Паји Јовановићу, Парк Паје Јовановића, алуминијум, Александрово, Суботица.

## Награде и признања[3]
2000. Награда галерије  “Перо” за вајарство, годишња изложба студената ФЛУ, Београд.
2001. Награда Владета Петрић за резултате у скулптури, годишња изложба студената ФЛУ, Београд.
2002. Награда Беораме на Бијеналу младих „Кодови времена“ у Вршцу.
2005. и 2003. финалисткиња награде „Мангелос“ за најбољег младог визуелног уметника у Србији.
2012. Награда града Суботице за ликовно стваралаштво “Др. Ференц Бодрогвари”, Суботица (на предлог Сусрета уметности Модерне галерије).
2022. Суботички оскар популарности за најпопуларнију вајарку, Суботичка алтернатива.
2023. Награда „Златно длето” УЛУС-а за рад „Аутопортрет с вешом".